# Josiane Costes
Pour les articles homonymes, voir Costes.
Josiane Costes, née le 23 août 1947, est une femme politique française. Membre du Mouvement radical, elle devient sénatrice en 2017 et 2019, après la nomination de Jacques Mézard au gouvernement puis au Conseil constitutionnel.

## Biographie
Josiane Costes est conseillère municipale d'Aurillac depuis 2008,.
Elle devient conseillère générale du canton d'Aurillac-1 en 2012, à la suite de l'élection d'Alain Calmette comme député et de sa démission pour cause de cumul des mandats. En mars 2015, elle est élue conseillère départementale du canton d'Aurillac-3 en binôme avec Alain Calmette. Ils ont pour suppléants Vincent Aldon et Angélique Martin.
À la suite de la nomination au gouvernement de Jacques Mézard dont elle est la suppléante, elle devient sénatrice,.
Devenue sénatrice le 18 juin 2017, elle rejoint le groupe RDSE. Elle intègre la commission des lois constitutionnelles,de législation, du suffrage universel, du Règlement et de l'administration générale à partir du 27 juin 2017.
Jacques Mézard n’étant pas reconduit dans ses fonctions de ministre de la Cohésion des territoires, il récupère son siège de sénateur du Cantal, mettant fin au mandat de sénatrice de Josiane Costes le 16 novembre 2018.
Le 4 mars 2019, elle redevient sénatrice après la nomination de celui-ci au Conseil constitutionnel par le président de la République.
Elle ne se représente pas lors des sénatoriales de 2020.